# Selliguea yakushimensis
Selliguea yakushimensis är en stensöteväxtart som först beskrevs av Mak., och fick sitt nu gällande namn av Fraser-jenk. Selliguea yakushimensis ingår i släktet Selliguea och familjen Polypodiaceae. Inga underarter finns listade.